# Mary Dennett
Mary Coffin Ware Dennett (Worcester, 4 de abril de 1872 – Valatie, 25 de julho de 1947) foi um ativista dos direitos das mulheres, pacifista, e pioneira nas áreas de controle de natalidade, educação sexual e sufrágio feminino. Ela co-fundou a Liga da Paternidade Voluntária e escreveu um famoso panfleto sobre educação sexual e controle de natalidade.